# Babar der Elefantenkönig
Babar der Elefantenkönig (Originaltitel: Babar) ist eine französisch-kanadische Zeichentrickserie. Sie wurde von 1989 bis 1994 in Frankreich und Kanada von den Studios Ellipse Programme und Nelvana Limited unter der Regie von Peter Hudecki, Raymond Jafelice, Laura Shepherd, Dale Schott und Larry Jacobs produziert. Die Drehbücher wurden von David Finley, J.D. Smith, Mary Crawford, Alan Templeton, Peter Sauder, Steven Dewar, Elaine Waisglass und Alex Boon sowie Jean und Laurent de Brunhoff geschrieben. Das Titellied wurde von Milan Kymlicka komponiert und gesungen. Die deutsche Erstausstrahlung war am 13. November 1990 auf ARD. 
Es wurden 6 Staffeln mit je 13 Folgen produziert. In Deutschland wurden jedoch nur die ersten 5 Staffeln ausgestrahlt. Die Geschichte beruht auf den Kinderbüchern über Babar von Jean und Laurent de Brunhoff. Kennzeichnend ist für diese Serie, dass sie sich zeichnerisch sehr an den Originalabbildungen der Bücher orientiert.
In den Jahren 2010 bis 2011 entstand mit Babar und die Abenteuer von Badou eine Fortsetzung.

## Handlung
Babar ist ein kleiner Elefant, der mit seiner Mutter in einer Elefantenherde im Dschungel lebt. Eines Tages wird seine Mutter von einem Jäger erschossen und Babar muss fliehen. Auf der Suche nach seiner Herde verläuft er sich und kommt auf seiner Suche schließlich in eine Stadt. Hier trifft er eine ältere Dame, die ihn aufnimmt und ihm die menschliche Zivilisation zeigt. Sie lehrt ihn lesen, schreiben und rechnen und erzieht ihn zu einem gebildeten Elefanten. Schließlich kehrt Babar in den Dschungel zurück, wo er seine Jugendfreundin Celeste wiedertrifft und heiratet. Er befriedet den alten Konflikt mit den Nashörnern um König Rataxes und wird von den Elefanten zum neuen König gekrönt. Mit Celeste gründet er eine Elefantenstadt, die er Celesteville nennt.

## Episoden
|     | Name der deutschsprachigen Folgen | Originaltitel der englischen Folgen |
| --- | --------------------------------- | ----------------------------------- |
| 1.  | Babars erste Schritte             | Babar’s First Step                  |
| 2.  | Babar in der Stadt                | City Ways                           |
| 3.  | Babar kehrt zurück                | Babar Returns                       |
| 4.  | Die Elefanten-Stadt               | The City of Elephants               |
| 5.  | Die Rettung des Dschungels        | Babar’s Triumph                     |
| 6.  | Babar’s Wahl                      | Babar’s Choice                      |
| 7.  | Die Mondreise                     | Race to the Moon                    |
| 8.  | Nichts geht über ein Zuhause      | No Place Like Home                  |
| 9.  | Der beste Freund                  | An Elephant’s Best Friend           |
| 10. | Die Show muss weitergehen         | The Show Must Go On                 |
| 11. | Babar als Pianist                 | To Duet or Not to Duet              |
| 12. | Die verschwundene Krone           | The Missing Crown Affair            |
| 13. | Das Gespenst                      | The Phantom                         |

|     | Name der deutschsprachigen Folgen | Originaltitel der englischen Folgen |
| --- | --------------------------------- | ----------------------------------- |
| 14. | Das Geschenk                      | The Gift                            |
| 15. | Schulbeginn                       | School Days                         |
| 16. | Allerbeste Freunde                | Between Friends                     |
| 17. | Schluss mit Verschmutzung         | King Tuttle’s Vote                  |
| 18. | Die Eisenbahn                     | Elephant Express                    |
| 19. | Der Chef                          | Peer Pressure                       |
| 20. | Das Velorennen                    | La Tour de Celesteville             |
| 21. | Krieg der Nashörner               | Rhino War                           |
| 22. | Die Schutzengel                   | Double the Guards                   |
| 23. | Babar macht Späße                 | Monkey Business                     |
| 24. | Der Dieb                          | The Intruder                        |
| 25. | Die Insel                         | Conga the Terrible                  |
| 26. | Erinnerungen                      | Remember When…?                     |

|     | Name der deutschsprachigen Folgen | Originaltitel der englischen Folgen |
| --- | --------------------------------- | ----------------------------------- |
| 27. | Die kleine Schwester              | Special Delivery                    |
| 28. | Flora als Reporter                | The Celesteville Enquirer           |
| 29. | Wo ist Isabelle?                  | To Tell or Not to Tell              |
| 30. | Der Zaubertrank                   | Witch's Potion                      |
| 31. | Väter und Söhne                   | Fathers and Sons                    |
| 32. | Onkel Arthur und die Piraten      | Uncle Arthur and the Pirates        |
| 33. | Abendessen mit Rataxes            | My Dinner with Rataxes              |
| 34. | Die Münze                         | The Coin                            |
| 35. | Das Zauberamulett                 | A Charmed Life                      |
| 36. | Das Märchen vom Ungeheuer         | Tale of Two Siblings                |
| 37. | Die Seeschlange                   | The Unsalted Sea Serpent            |
| 38. | Der alte König                    | Ghost for a Day                     |
| 39. | Jungs bleiben Jungs               | Boys Will Be Boys                   |

|     | Name der deutschsprachigen Folgen | Originaltitel der englischen Folgen |
| --- | --------------------------------- | ----------------------------------- |
| 40. | Alexander der Große               | Alexander the Great                 |
| 41. | Immer nur lächeln                 | Cruel to Be Kind                    |
| 42. | Die doppelte Königin              | A Pair of Queens                    |
| 43. | Vierer ohne Steuermann            | Rowing Pains                        |
| 44. | Das Geheimnis der Schatulle       | Object D’Arthur                     |
| 45. | Die süße Susi                     | The Diaperman Cometh                |
| 46. | Durch das Meer der Zeit           | Time Flies                          |
| 47. | Das Fußballspiel                  | Insecurity System                   |
| 48. | König für einen Tag               | Kings of the Castle                 |
| 49. | Meine Mine, Deine Mine            | What’s Mine Is Mine                 |
| 50. | Der Held mit der Maske            | Scarlet Pachyderm                   |
| 51. | Theaterfieber                     | All Played Out                      |
| 52. | Der Aufstand der Kinder           | Radio Riot                          |

|     | Name der deutschsprachigen Folgen | Originaltitel der englischen Folgen |
| --- | --------------------------------- | ----------------------------------- |
| 53. | Der Erdnusszeppelin               | The Lead Blimp                      |
| 54. | Der Palast-Flohmarkt              | Helping Hands                       |
| 55. | Der Angelausflug                  | The One That Got Away               |
| 56. | Der Handtuchjunge                 | Every Basket Has a Silver Lining    |
| 57. | Das Seifenkistenrennen            | Victor, Victorious                  |
| 58. | Der heimliche Held                | The Unsung Hero                     |
| 59. | Zwei alte Streithammel            | Friendly Agreement                  |
| 60. | Erwachsensein ist schwer          | Oh, to Be an Adult                  |
| 61. | Die Reise nach Paris              | The Old Lady Vanishes               |
| 62. | Das große weiße Mammut            | A Child in the Snow                 |
| 63. | Glühende Phantasie                | Never Cry Alien!                    |
| 64. | Der rasende Reporter              | Robot Rampage                       |
| 65. | Das Früchtefest                   | Mango Madness                       |

|     | Name der deutschsprachigen Folgen | Originaltitel der englischen Folgen |
| --- | --------------------------------- | ----------------------------------- |
| 66. |                                   | The Departure                       |
| 67. |                                   | Adventure on Big Island             |
| 68. |                                   | Land of Games                       |
| 69. |                                   | Land of Toys                        |
| 70. |                                   | Land of Ice                         |
| 71. |                                   | Land of Pirates                     |
| 72. |                                   | Land of Witches                     |
| 73. |                                   | Land of Mysterious Water            |
| 74. |                                   | Land of the Underground             |
| 75. |                                   | The Seabed Land                     |
| 76. |                                   | Land of Treats                      |
| 77. |                                   | Land of the Treasure Hunt           |
| 78. |                                   | Land of Happiness                   |

## Synchronisation
Die deutsche Synchronfassung wurde von den Alster Studios in Hamburg hergestellt. Für das Dialogbuch und die Dialogregie zeichnete Gerhard Graf verantwortlich.
| Rolle           | Kanadischer Sprecher | Deutscher Sprecher     |
| --------------- | -------------------- | ---------------------- |
| König Babar     | Gordon Pinsent       | Rolf Becker            |
| Babar (Kind)    | Gavin Magrath        | Leonhard Mahlich       |
| Königin Celeste | Dawn Greenhalgh      | Micaëla Kreißler       |
| Celeste (Kind)  | Tara Strong          |                        |
| Arthur          | Stuart Stone         | Lutz Mackensy          |
| Zéphyr          | Jeff Pustil          | Wolfgang Jürgen        |
| alte Dame       | Elizabeth Hanna      | Marianne Kehlau        |
| Cornelius       | Chris Wiggins        | Günther Jerschke       |
| Pompadour       | Stephen Ouimette     | Manfred Steffen        |
| Lord Rataxes    | Allen Stewart-Coates | Rolf Jülich            |
| Lady Rataxes    | Corrine Koslo        |                        |
| Basil           | John Stocker         |                        |
| Flora           | Lisa Yamanaka        | Adirana Catsouvelis    |
| Pom             | Bobby Becken         | Niklas Koch            |
| Alexander       | Amos Crawley         | Sven-Florian Schneider |
| Isabelle        | Lisa Yamanaka        |                        |
| Victor          | Noah Godfrey         |                        |